# Henry Homann
Henry Héctor Homann (Cipolletti, Argentina, 16 de septiembre de 1968) es un exfutbolista argentino. Se desempeñaba como mediocampista y militó en diversos clubes de Argentina, Uruguay, Perú, México y Chile.

## Clubes
| Club              | País      | Año       |
| ----------------- | --------- | --------- |
| Cipolletti        | Argentina | 1985-1990 |
| Racing Club       | Argentina | 1990-1991 |
| Platense          | Argentina | 1991-1992 |
| Cerro             | Uruguay   | 1993      |
| Alianza Lima      | Perú      | 1994      |
| Puebla            | México    | 1994-1995 |
| Cerro             | Uruguay   | 1995      |
| Deportes Iquique  | Chile     | 1996      |
| O'Higgins         | Chile     | 1997      |
| Defensor Sporting | Uruguay   | 1998      |
| Huracán           | Argentina | 1999-2000 |
| Cipolletti        | Argentina | 2001-2005 |